# Aggettivo dimostrativo (lingua inglese)
Nella lingua inglese, ci sono quattro aggettivi dimostrativi
- this = questo, questa
- these = questi, queste
- that = quello, quella
- those = quelli, quelle

Sono invariabili, cioè non vi è distinzione tra maschile e femminile (al contrario di quanto avviene in italiano)

## Esempi
- This cat is mine.
- That is Rebecca.
- These are my parrots.
- Those are your pencil cases.